# Întorsura
Întorsura – wieś w Rumunii, w okręgu Dolj, w gminie Întorsura. W 2011 roku liczyła 1508 mieszkańców.